# Selamectin
Selamectin ist ein Wirkstoff aus der Gruppe der makrocyclischen Lactone (Makrolide) bzw. Avermectine, der in der Tiermedizin häufig zur Bekämpfung von Parasiten angewendet wird.

## Wirkungsmechanismus
Selamectin ist sowohl gegen Rundwürmer als auch Ektoparasiten (Insekten und Milben) wirksam. Wie alle Avermectine erhöht Selamectin die Membrandurchlässigkeit der Nervenzellen bei Fadenwürmern bzw. der Nerven- und Muskelzellen bei Gliederfüßern für Chlorid-Ionen. Dies erfolgt durch eine Bindung an Glutamat-aktivierte Chloridkanäle, die stark spezifisch für Wirbellose sind, wodurch es zur Hyperpolarisation der Zellmembran und zu einer Blockierung der Erregungsüberleitung kommt. Dies führt zu einer vollständigen Lähmung der Parasiten und damit zu deren Tod.
Bei Würmern wirkt Selamectin auch ovozid (Wurmeier abtötend), bei Zecken und Flöhen wird die Eibildung stark unterdrückt.
In höheren Dosen (oberhalb der normalen therapeutischen) greift Selamecin auch an GABA-vermittelten Chloridkanälen an und führt zu einer Potenzierung der Wirkung der γ-Aminobuttersäure (GABA). Da diese Kanäle auch bei Wirbeltieren vorkommen, können hier Nebenwirkungen auftreten.
Nach Dryden hat Selamectin eine weitreichende Wirkung. So werden über die Behandlung einer Hauskatze auch in deren häuslicher Umgebung lebende Larven, Eier und Flöhe abgetötet: Flöhe entlassen ihren Kot auf dem Wirt, der beim Putzen mit den Floheiern abfällt. Die Larven, die sich aus den Eiern entwickeln und im Teppich oder anderen Böden sitzen, ernähren sich von dem beim Putzen ebenfalls abgefallenen Kot und gehen daran zu Grunde. Daher wirkt Selamectin sogar in der Umwelt der Katze und befreit auch die Umgebung von Parasiten.

## Anwendung
Selamectin darf nur topisch angewendet, also nur auf die Haut aufgetragen werden. Es verteilt sich innerhalb eines halben Tages über das Fell. Während bei Hunden das Mittel kaum über die Haut resorbiert wird, erfolgt bei Katzen auch eine nennenswerte Aufnahme in die Blutbahn. Die Plasmahalbwertszeit beträgt 11 Tage beim Hund und 8 Tage bei der Katze. Eine Anwendung der Tropfen einmal pro Monat ist üblich. Ein Aufbringen auf Schleimhäute ist unbedingt zu vermeiden, bei Kontakt mit dem Auge ist sofort mit reichlich Wasser zu spülen.
Selamectin ist, im Gegensatz zum verwandten Wirkstoff Ivermectin, auch bei Hunden mit dem MDR1-Defekt verträglich. Nebenwirkungen treten bei ordnungsgemäßer Anwendung praktisch nie auf. Selten können bei Hunden Erbrechen, Fressunlust, Durchfall, Lethargie und vermehrter Speichelfluss, bei Katzen ein vorübergehendes, leichtes Muskelzittern auftreten.
Bei Jungtieren (<6 Wochen) sowie bei einer Herzwurmerkrankung darf das Mittel nicht angewendet werden.

## Handelsnamen
Monopräparate
Selehold, Stronghold, Revolution
Kombinationspräparate
- mit Sarolaner: Stronghold Plus